# I.D.And Fly LooM
I.D.And Fly LooM（アイ・ディー・アンド・フライ・ローム）は、2018年9月に結成され2020年10月解散した日本の女性アイドルグループ。通称アイフラ。アイドルプロジェクト「mybluefoest」に所属。

## 概要
2018年9月に活動停止をした「ダイヤモンドルフィー」の継承ユニットとして、2018年10月に始動。
グループ名I.D.And Fly LooMは前身ユニットであるダイヤモンドルフィー(diamondollfy)を並べ替えたアナグラムであり、「私は【I】ダイヤモンドルフィー【D】と【And】飛ぶ【Fly】」という思いが込められている。【LooM】は造語で、「Live【L】とMessage【M】を無限【∞】に伝える」ことを意味し、グループのコンセプトにもなっている。
力強い歌声と激しいダンスで構成される全力のライブパフォーマンスが特徴。結成より週6回以上のライブ出演を継続している。楽曲はダイヤモンドルフィーから引き継いだ作品とオリジナルの作品が混在するが、ハードロック、ヘヴィメタルをルーツとしたものが多く、また歌唱力を活かして、アイドルでは珍しくハモリが多用されている。
メンバーはステージを降りると一変、いわゆる「普通の女の子」であり、舞台に立つことで人生が変わった経験から「出会った人の人生を変えたい」という思いを持って活動している。「自分の生き様を見せることで誰かの生きる力になってほしい」というスタンスと呼応するように、オリジナル楽曲には生き方へのメッセージが込められた楽曲が多い。
2020年10月24日に新宿ReNYで開催された「未完の情景録」にて解散した。

## 最終メンバー
| 名前     | よみがな | 生年月日 | 血液型 | 身長  | 担当カラー | 備考                                               |
| -------- | -------- | -------- | ------ | ----- | ---------- | -------------------------------------------------- |
| natsuki  | なつき   | 7月15日  | O型    | 158cm | Blue       | 元ダイヤモンドルフィーの紺野なつき / 2代目リーダー |
| michelle | みしぇる | 1月19日  | A型    | 151cm | Green      | 元ダイヤモンドルフィーの真崎ミシェル               |
| asuna    | あすな   | 9月27日  | ？     | 150cm | Orange     | 日本とフランスのハーフ                             |
| hinako   | ひなこ   | 9月23日  | AB型   | 161cm | Purple     | 解散時リーダー                                     |
| mei      | めい     | 5月20日  | A型    | 163cm | White      | 3代目リーダー                                      |

旧メンバー
| 名前    | よみがな | 生年月日 | 血液型 | 身長  | 担当カラー | 備考                                              |
| ------- | -------- | -------- | ------ | ----- | ---------- | ------------------------------------------------- |
| moe     | もえ     |          |        |       | White      |                                                   |
| urara   | うらら   | 10月7日  | B型    | 162cm | Yellow     | 元ダイヤモンドルフィーの月丘うらら / 初代リーダー |
| chihiro | ちひろ   | 6月19日  | A型    | 153cm | Red        |                                                   |

## 略歴

### 2018年
- 9月26日 - I.D.And Fly LooM結成を発表。
- 10月3日 - お披露目ライブをあきちかにて開催。 I.D.And Fly LooM初のオリジナル楽曲「I.D.Fly」を初披露。
- 10月23日 - 「マイスクリーム」をSHIBUYA CLUB QUATTROにて初披露。
- 11月2日 - moeが持病のため脱退。[2]
- 12月15日 - 「ライフアクセル」をあきちかにて初披露。
- 12月22日 - 「錯覚の喜雨」をあきちかにて初披露。

### 2019年
- 1月9日 - 新メンバー(hinako ･ mei)お披露目。さらに「天寵の聖歌」を初披露。
- 2月6日 - 新宿ReNYにて 1stワンマンライブ「ガラクタの住むお城」を開催。
- 3月7日 - 新宿ReNYにてI.D.And Fly LooM vs ダイヤモンドルフィー プレミアム2マンライブ「楔を断ち切れ」を開催。さらに「カルーセルシンドローム」を初披露。
- 4月22日 - 新宿RUIDO K4にてurara卒業公演【~7人の新たな出発地点~】を開催。この日をもってuraraが卒業。
- 7月25日 - 東京キネマ倶楽部にて2度目の単独公演「曲解の奇術師」を開催。
- 9月30日 - SHIBUYA CLUB QUATTROにて3度目の単独公演「カーメルタザイト」を開催。
- 12月2日 - EX THEATER ROPPONGIにて4度目の単独公演「不条理なパレード」を開催。

### 2020年
- 2020年5月6日、I.D.And Fly LooM及び姉妹グループのエルフロートのメンバー全員がブルーフォレストから退所、セルフプロデュースへ[3]。
- 2020年9月4日、渋谷CLUB QUATTROで単独公演「第五次アイフラ大戦」を開催。コロナ禍での自粛後、初の単独公演となる。また同日、2020年10月24日に開催される単独公演をもって解散する事を発表。
- 2020年10月24日、新宿ReNYで開催された単独公演「未完の情景録」をもって解散。

## 作品
ダイヤモンドルフィーから引き継いだ楽曲とオリジナル楽曲から構成される。

### ダイヤモンドルフィー継承楽曲
| 年   | 曲名                              | 備考                                                                    |
| ---- | --------------------------------- | ----------------------------------------------------------------------- |
| 2018 | トロイの木馬                      | 2018年10月3日（I.D.And FlyLooMお披露目ライブ）初披露                    |
| 2018 | fake poker ～生き様に賭ける道楽～ | 2018年10月3日（I.D.And FlyLooMお披露目ライブ）初披露                    |
| 2018 | SNAKE GIRL〜勇敢愛心〜            | 2018年10月3日（I.D.And FlyLooMお披露目ライブ）初披露                    |
| 2018 | Lキッス ～愛のスラング～          | 2018年10月6日（大好きな君に会いに行く〜TOKYO FM HALL編〜 夜公演）初披露 |
| 2018 | ピエロのアトリエ                  | 2018年10月11日（I.D.And FlyLooM,Rilly合同無料定期公演）初披露           |
| 2018 | answer of kill                    | 2018年10月13日（ナウいアイドル vol.140）初披露                          |
| 2018 | アイロニーディストピア            | 2018年11月30日（SHIBUだんじょん）初披露                                 |

### オリジナル楽曲
| 年   | 曲名                           | 備考                                                                                                   |
| ---- | ------------------------------ | --- |
| 2018 | I.D.Fly                        | 2018年10月3日（I.D.And FlyLooMお披露目ライブ）初披露                                                   |
| 2018 | マイスクリーム                 | 2018年10月23日（アイドルよ覚醒せよ vol.42 IN クラブクアトロ）初披露                                    |
| 2018 | ライフアクセル                 | 2018年12月15日（ナウいアイドル vol.155）初披露                                                         |
| 2018 | 錯覚の喜雨                     | 2018年12月22日（ナウいアイドル vol.157）初披露                                                         |
| 2019 | 天寵の聖歌                     | 2019年1月9日（エルフロート マアヤ聖誕祭 【まやまやパラダイス】 〜リーダー、200歳になるってよ〜）初披露 |
| 2019 | カルーセルシンドローム         | 2019年3月7日（I.D.And Fly LooM vs ダイヤモンドルフィー プレミアム2マンライブ「楔を断ち切れ」）初披露   |
| 2019 | シュレーディンガーの猫のように | 2019年6月19日（I.D.And Fly LooM chihiro生誕祭）初披露                                                  |
| 2019 | 舌冒の風                       | 2019年7月25日（I.D.And FlyLooM Entertainment Show「曲解の奇術師」）初披露                              |
| 2019 | アンリストカット               | 2019年9月1日（GIRLS×GIRLS×GIRLS）初披露                                                                |
| 2019 | オズワルドマイム               | 2019年10月14日 （ブルーフォレストイレギュラー定期公演）初披露                                          |
| 2019 | 路地裏アンティーク劇場         | 2019年11月17日(ナウいアイドルVol.222)初披露                                                            |
| 2020 | サヨナラgoodbye                | 2020年2月15日(Girl's Bomb!!～一日遅れのバレンタイン～)初披露                                           |
| 2020 | 未完の情景録                   | 2020年10月12日(YouTube上にて公開)                                                                      |

## ライブ・イベント

### 定期公演
| 公演期間                     | 曜日               | 公演名                                 | 会場        | 出演                                  |
| ---------------------------- | ------------------ | -------------------------------------- | ----------- | ------------------------------------- |
| 2018年10月3日-2018年11月29日 | 毎週水曜日or木曜日 | I.D.And Fly LooM,Rilly合同無料定期公演 | あ き ち か | I.D.And Fly LooM、Rilly               |
| 2018年12月5日-               | 毎週水曜日or木曜日 | ブルーフォレスト定期公演               | あ き ち か | I.D.And Fly LooM、エルフロート、Rilly |